# Escola Nova
A Escola Nova, também chamada de Escola Ativa ou Escola Progressiva, foi um movimento de renovação do ensino, que surgiu no fim do século XIX e ganhou força na primeira metade do século XX.

## História
Nascida na Europa, tendo como um dos fundadores o suíço Adolphe Ferrière, e América do Norte, chegou ao Brasil em 1882, pelas mãos de Rui Barbosa, e exerceu grande influência nas mudanças promovidas no ensino na década de 1920, quando o país passava por uma série de transformações sociais, políticas e econômicas.
Na época, o mundo vivia um momento de crescimento industrial e de expansão urbana. Nesse contexto, um grupo de intelectuais brasileiros sentiu necessidade de preparar o país para acompanhar esse desenvolvimento. A educação era  percebida por eles como o elemento-chave para promover a remodelação requerida.
Inspirados nas ideias político-filosóficas de igualdade entre os homens e do direito de todos à educação, esses intelectuais viam num sistema estatal de ensino público, livre e aberto, o único meio efetivo de combate às desigualdades sociais da nação.

## Pedagogia
O fim mais importante da Escola Ativa era o impulso espiritual da criança e o desenvolvimento da autonomia moral do educando. Ferrière debatia-se contra a moral feita de fórmulas e defendia a liberdade reflexiva, em que o indivíduo já senhor do ambiente guia a sua vontade de forma a servir-lhe a inteligência.
A autonomia dos alunos tem, na sua obra, o ponto fulcral. Para ele, o ideal da escola seria o de libertar o aluno da tutela do adulto para o colocar sob a tutela da própria consciência moral. Na prática, deveria existir um modelo escolar no qual se confiaria aos alunos a disciplina e o seu funcionamento.
Defendia o desenvolvimento do trabalho escolar no sentido de permitir ao aluno a passagem daquilo que denominava de autoridade consentida (quando a criança recebe a matéria prima dos seus juízos e forma hábitos) para a autonomia crescente, uma vez que senhores de si mesmo, as crianças sê-lo-ão também da sua pequenina república (a escola). Segundo ele, os alunos deveriam assumir as responsabilidades da ordem social escolar para que mais tarde pudessem enfrentar devidamente os problemas da ordem política do seu país.
Todo o formalismo da escola e todas as práticas que estivessem à margem da vida deveriam ser banidas definitivamente dos meios educacionais.

## Escola Nova no Brasil
O movimento ganhou impulso na década de 1930, após a divulgação do Manifesto dos Pioneiros da Educação Nova (1932). Nesse documento, defendia-se a universalização da escola pública, laica e gratuita. Entre os seus signatários, destacavam-se os nomes de:
- Anisio Teixeira - futuro mentor de duas universidades no país - a Universidade do Distrito Federal, no Rio de Janeiro, desmembrada pelo Estado Novo de Getúlio Vargas - e a Universidade de Brasília, da qual era reitor, quando do Golpe Militar de 1964. Além dessas realizações, Anísio foi o fundador da Escola Parque, em Salvador (1950), instituição que posteriormente inspiraria o modelo dos Centros Integrados de Educação Pública - CIEPs, no Rio de Janeiro, na década de 1980.
- Fernando de Azevedo (1894-1974) - que aplicou a Sociologia da Educação e reformou o ensino em São Paulo na década de 1930
- Lourenço Filho (1897-1970) - professor
- Cecília Meireles (1901-1964) - professora e escritora
- Armanda Álvaro Alberto (1892-1974) - educadora e militante feminista

A atuação destes pioneiros se estendeu pelas décadas seguintes sob fortes críticas dos defensores do ensino privado e religioso. As suas ideias e práticas influenciaram uma nova geração de educadores como:
- Darcy Ribeiro (1922-1997)
- Florestan Fernandes (1920-1995)
- Luiz Alves de Mattos (1907-1980)